# Die Verbrechen des Professor Capellari
Die Verbrechen des Professor Capellari ("I delitti del Professor Capellari") è una serie televisiva tedesca creata da Friedrich von Thun  e prodotta dal 1998 al 2004 da Modern Media Filmproduktion. Protagonista, nel ruolo del Prof. Viktor Capellari, è lo stesso Friedrich von Thun; altri interpreti principali sono Sissy Höfferer e Gilbert von Sohlern.
La serie si compone di 17 episodi in formato di film TV e della durata di 90 minuti ciascuno. Il primo episodio, intitolato Still ruht der See, fu trasmesso in prima visione in Germania dall'emittente ZDF il 2 gennaio 1998; l'ultimo, intitolato Der letzte Vorhang, fu trasmesso in prima visione il 25 dicembre 2004.

## Trama
Il Prof. Viktor Capellari è un docente di criminologia all'Università di Monaco di Baviera, che per hobby fa l'investigatore privato . In particolare, è impegnato a risolvere i casi delittuosi che si verificano attorno al lago di Starnberg, dove possiede una casa per le vacanze.
Ad aiutarlo nelle indagini, nel corso delle quali si trova spesso in contrasto con il commissario locale, Karola Geissler, coadiuvata dall'assistente Horst Kreuzlich, è il padre, Johannes Capellari, un professore di patologia.

## Episodi
| nº | Titolo originale             | Titolo italiano | Prima TV Germania | Prima TV Italia |
| -- | ---------------------------- | --------------- | ----------------- | --------------- |
| 1  | Still ruht der See           | inedito         | 2 gennaio 1998    | inedito         |
| 2  | Brennende Herzen             | inedito         | 24 gennaio 1999   | inedito         |
| 3  | Tod eines Königs             | inedito         | 6 marzo 1999      | inedito         |
| 4  | In eigener Sache             | inedito         | 17 ottobre 1999   | inedito         |
| 5  | Das Traumhaus                | inedito         | 20 febbraio 2000  | inedito         |
| 6  | Tote schweigen nicht         | inedito         | 25 dicembre 2000  | inedito         |
| 7  | Zerbrechliche Beweise        | inedito         | 11 febbraio 2001  | inedito         |
| 8  | Milenas Bücher               | inedito         | 12 maggio 2001    | inedito         |
| 9  | Falsche Freunde              | inedito         | 27 ottobre 2001   | inedito         |
| 10 | Tod in der Fremde            | inedito         | 27 ottobre 2001   | inedito         |
| 11 | Eine ehrenwerte Gesellschaft | inedito         | 19 maggio 2002    | inedito         |
| 12 | Nur ein Selbstmord           | inedito         | 16 novembre 2002  | inedito         |
| 13 | Stachel im Fleisch           | inedito         | 4 gennaio 2003    | inedito         |
| 14 | Mord und Musik               | inedito         | 13 settembre 2003 | inedito         |
| 15 | Bittere Schokolade           | inedito         | 26 dicembre 2003  | inedito         |
| 16 | Ein Toter kehrt zurück       | inedito         | 11 aprile 2004    | inedito         |
| 17 | Der letzte Vorhang           | inedito         | 26 dicembre 2004  | inedito         |